# Syndroom van Skraban-Deardorff
Het syndroom van Skraban-Deardorff (Skraban-Deardorff-syndroom, SKDEAS, ICD-10: Q87.0) is een aangeboren neurologische aandoening die gekenmerkt wordt door een ontwikkelingsachterstand, epilepsie, balansproblemen en/of specifieke uiterlijke kenmerken.
Het syndroom werd in 2017 voor het eerst beschreven en is vernoemd naar de Amerikaanse artsen Cara Skraban en Matthew Deardorff. Het Skraban-Deardorff-syndroom (SKDEAS) is het gevolg van een genetische afwijking. De oorzaak is het ontbreken van een klein stukje erfelijke informatie op chromosoom 1. Het betreft een autosomaal dominante fout in het gen WDR26. Autosomaal houdt in dat het niet een geslachtschromosoom (X of Y) betreft. Een allel, een variant van een gen, is dominant wanneer het een eigenschap bepaalt. De fout hoeft daardoor maar op een van de twee chromosomen 1 voor te komen die de mens heeft.
Bij veel kinderen die aan het syndroom lijden is de genetische fout bij het kind zelf ontstaan, na de bevruchting. Aangezien het syndroom nog maar kortgeleden beschreven is en zeldzaam is, is nog niet bekend hoe vaak SKDEAS voorkomt. Er wordt geschat dat het syndroom voorkomt bij minder dan 1 op de 65.000 kinderen en bij 1 op de 1.500 kinderen met een verstandelijke beperking.